# Arquebisbat de Ouagadougou
L'arquebisbat de Ouagadougou (francès: Archidiocèse de Ouagadougou; llatí: Archidioecesis Uagaduguensis) és una seu metropolitana de l'Església Catòlica a Burkina Faso. El 2013 tenia 851.414 batejats sobre una població de 2.495.000 habitants. Actualment està regida per l'arquebisbe cardenal Philippe Nakellentuba Ouédraogo.

## Territori
L'arxidiòcesi es troba a Burkina Faso i comprèn la ciutat d'Ouagadougou, capital de l'estat, on es troba la catedral de la Immaculada Concepció.
Et territori s'estén sobre 9.600 km², i està dividit en 23 parròquies.

## Història
El vicariat apostòlic de Ouagadougou va erigir-se el 2 de juliol de 1921 mitjançant el breu Ex officio supremi del Papa Benet XV, després de la divisió del vicariat apostòlic del Sahara al Sudan francès, que també donà origen al vicariat apostòlic de Bamako (avui l'arquebisbat de Bamako).
Entre el 1926 i el 1947 el vicariat cedí nombrosos territoris per tal que s'erigissin noves prefectures apostòliques:
- l'11 de gener de 1926, Navrongo (avui arquebisbat de Tamale);
- el 15 dicembre 1927, Bobo-Dioulasso (avui arquebisbat);
- el 28 d'abril de 1942, Niamey (avui arquebisbat);
- el 9 de juny de 1942, Gao (avui bisbat de Mopti);
- el 12 de juny de 1947, Ouahigouya (avui bisbat de Koudougou).

El 14 de setembre de 1955 el vicariat apostòlic va ser elevat al rang d'arxidiòcesi metropolitana mitjançant la butlla Dum tantis del Papa Pius XII.
Entre 1956 i 1997 l'arxidiòcesi ha cedit altres territoris per tal que s'erigeixin noves diòcesis: 
- el 20 de febrer de 1956, Koupéla (avui arxidiòcesi);
- el 26 de juny de 1927, Kaya;
- el 2 de gener de 1997, Manga.

## Cronologia episcopal
- Joanny Thévenoud, M.Afr. † (8 de juliol de 1921 – 16 de setembre de 1949 mort)
- Emile-Joseph Socquet, M.Afr. † (16 de setembre de 1949 - 12 de gener de 1960 renuncià)
- Paul Zoungrana, M.Afr. † (5 d'abril de 1960 - 10 de juny de 1995 jubilat)
- Jean-Marie Untaani Compaoré (10 de juny de 1995 - 13 de maig de 2009 jubilat)
- Philippe Nakellentuba Ouédraogo, des del 13 de maig de 2009

## Estadístiques
A finals del 2013, la diòcesi tenia 851.414 batejats sobre una població de 2.495.000 persones, equivalent al 34,1% total.
| any  | població | població  | població | sacerdots | sacerdots       | sacerdots       | sacerdots             | diaques | religiosos | religiosos | parròquies |
| ---- | -------- | --------- | -------- | --------- | --------------- | --------------- | --------------------- | ------- | ---------- | ---------- | ---------- |
| any  | batejats | total     | %        | total     | clergat secular | clergat regular | batejats por sacerdot | diaques | homes      | dones      |            |
| 1950 | 22.870   | 980.215   | 2,3      | 55        | 12              | 43              | 415                   |         | 5          | 60         | 9          |
| 1970 | 66.767   | 1.127.332 | 5,9      | 76        | 36              | 40              | 878                   |         | 104        | 151        | 15         |
| 1978 | 132.457  | 929.484   | 14,3     | 82        | 44              | 38              | 1.615                 |         | 82         | 183        | 15         |
| 1990 | 241.716  | 1.444.046 | 16,7     | 98        | 59              | 39              | 2.466                 |         | 113        | 215        | 17         |
| 1999 | 327.758  | 1.532.950 | 21,4     | 135       | 87              | 48              | 2.427                 |         | 168        | 315        | 16         |
| 2000 | 418.482  | 1.588.637 | 26,3     | 117       | 69              | 48              | 3.576                 |         | 165        | 263        | 15         |
| 2001 | 357.832  | 1.649.820 | 21,7     | 142       | 88              | 54              | 2.519                 |         | 198        | 383        | 15         |
| 2002 | 378.498  | 1.946.820 | 19,4     | 147       | 97              | 50              | 2.574                 | 1       | 167        | 377        | 17         |
| 2003 | 392.983  | 1.946.820 | 20,2     | 152       | 97              | 55              | 2.585                 |         | 284        | 423        | 17         |
| 2004 | 442.162  | 1.946.820 | 22,7     | 167       | 103             | 64              | 2.647                 |         | 300        | 451        | 17         |
| 2013 | 851.414  | 2.495.000 | 34,1     | 192       | 105             | 87              | 4.434                 |         | 358        | 409        | 23         |